# Gambia International Airlines
A  Gambia International Airlines  é uma companhia aérea da Gâmbia. 